# Campionati italiani estivi di nuoto 1992
I Campionati italiani estivi di nuoto 1992 si sono svolti a Pesaro dal 20 al 23 agosto. È stata utilizzata la vasca da 50 metri.

## Podi

### Uomini
| Evento               | Oro                                                                 | Tempo    | Argento                     | Tempo    | Bronzo               | Tempo    |
| Stile libero         |                                                                     |          |                             |          |                      |          |
| 50 m                 | René Gusperti                                                       | 23"15    | Antonio Consiglio           | 23"76    | Alessandro Cecchini  | 24"03    |
| 100 m                | Massimo Trevisan                                                    | 51"80    | Roberto Gleria              | 52"17    | Antonio Consiglio    | 52"77    |
| 200 m                | Massimo Trevisan                                                    | 1'50"27  | Emanuele Idini              | 1'53"06  | Bruno Capozzi        | 1'53"80  |
| 400 m                | Massimo Trevisan                                                    | 3'56"27  | Massimiliano Bensi          | 3'58"49  | Dario Taraboi        | 3'59"70  |
| 1500 m               | Stefano Battistelli                                                 | 15'34"03 | Massimiliano Bensi          | 15'40"07 | Marco Formentini     | 15'49"52 |
| Dorso                |                                                                     |          |                             |          |                      |          |
| 100 m                | Emanuele Merisi                                                     | 56"96    | Luca Bianchin               | 57"64    | Mirko Mazzari        | 59"11    |
| 200 m                | Stefano Battistelli                                                 | 1'58"37  | Emanuele Merisi             | 2'01"11  | Luca Bianchin        | 2'01"35  |
| Rana                 |                                                                     |          |                             |          |                      |          |
| 100 m                | Andrea Cecchi                                                       | 1'02"87  | Francesco Postiglione       | 1'03"85  | Marcello Saporiti    | 1'04"91  |
| 200 m                | Francesco Postiglione                                               | 2'17"77  | Andrea Cecchi               | 2'18"34  | Massimiliano Cagelli | 2'21"34  |
| Farfalla             |                                                                     |          |                             |          |                      |          |
| 100 m                | Luis Alberto Laera                                                  | 55"85    | Lorenzo Benucci             | 56"35    | Enrico Follese       | 56"48    |
| 200 m                | Marco Braida                                                        | 2'02"61  | Marco Formentini            | 2'03"00  | Dimitri Ricci        | 2'03"78  |
| Misti                |                                                                     |          |                             |          |                      |          |
| 200 m                | Stefano Battistelli                                                 | 2'04"46  | Corrado Sorrentino          | 2'07"37  | Lorenzo Benucci      | 2'08"16  |
| 400 m                | Corrado Sorrentino                                                  | 4'30"38  | Dimitri Ricci               | 4'30"89  | Fabio Fusi           | 4'30"90  |
| Staffette            |                                                                     |          |                             |          |                      |          |
| 4x100 m stile libero | Fiamme Gialle Emanuele Idini Bruno Zorzan Simone Dini René Gusperti | 3'29"20  | A.A. Roma                   | 3'31"64  | Snam Gas Metano      | 3'32"79  |
| 4x200 m stile libero | Fiamme Gialle Bruno Capozzi Simone Dini Emanuele Idini Bruno Zorzan | 7'34"64  | Centro Sportivo Carabinieri | 7'36"85  | DDS                  | 7'44"54  |
| 4x100 m mista        | Centro Sportivo Carabinieri                                         | 3'50"38  | Fiamme Gialle               | 3'51"32  | Snam Gas Metano      | 3'53"99  |

### Donne
| Evento               | Oro                                                                  | Tempo   | Argento                   | Tempo   | Bronzo                     | Tempo   |
| Stile libero         |                                                                      |         |                           |         |                            |         |
| 50 m                 | Cristina Chiuso                                                      | 26"57   | Barbara Dall'Acqua        | 27"07   | Viviana Susin              | 27"09   |
| 100 m                | Viviana Susin                                                        | 58"45   | Cecilia Vallorini         | 58"52   | Nadia Pautasso             | 58"63   |
| 200 m                | Caterina Borgato                                                     | 2'04"02 | Cecilia Vallorini         | 2'04"79 | Nadia Pautasso             | 2'06"46 |
| 400 m                | Caterina Borgato                                                     | 4'19"68 | Alessandra Pennati        | 4'20"58 | Cecilia Vallorini          | 4'21"43 |
| 800 m                | Caterina Borgato                                                     | 8'51"80 | Giuliana Fiscon           | 8'54"76 | Raffaella Previtera        | 8'57"09 |
| Dorso                |                                                                      |         |                           |         |                            |         |
| 100 m                | Lorenza Vigarani                                                     | 1'03"87 | Elena Morgantini          | 1'04"87 | Sabrina Cocchi             | 1'04"93 |
| 200 m                | Lorenza Vigarani                                                     | 2'14"60 | Francesca Salvalajo       | 2'16"58 | Chiara Giavi               | 2'17"80 |
| Rana                 |                                                                      |         |                           |         |                            |         |
| 100 m                | Manuela Dalla Valle                                                  | 1'11"48 | Stefania Bissacco         | 1'13"88 | Rossella Pescatori         | 1'15"09 |
| 200 m                | Manuela Dalla Valle                                                  | 2'34"73 | Elena Donati              | 2'37"11 | Rossella Pescatori         | 2'38"27 |
| Farfalla             |                                                                      |         |                           |         |                            |         |
| 100 m                | Ilaria Tocchini                                                      | 1'02"72 | Elena Morgantini          | 1'03"59 | Livia Copariu              | 1'04"05 |
| 200 m                | Ilaria Tocchini                                                      | 2'16"26 | Elena Morgantini          | 2'17"97 | Ellida Franchi             | 2'17"99 |
| Misti                |                                                                      |         |                           |         |                            |         |
| 200 m                | Lara Bianconi                                                        | 2'21"39 | Alessandra Baldini        | 2'22"52 | Zani                       | 2'24"48 |
| 400 m                | Roberta Felotti                                                      | 4'56"14 | Monica Pavanello          | 5'01"28 | Chiara Giavi               | 5'01"31 |
| Staffette            |                                                                      |         |                           |         |                            |         |
| 4x100 m stile libero | Aurelia Nuoto Ranucci Chiara Galassi Copriu Alessandra Baldini       | 3'56"77 | Esl Sa-Fa Torino          | 3'56"94 | Rari Nantes Calpeda Veneto | 3'59"60 |
| 4x200 m stile libero | Aurelia Nuoto Alessandra Baldini Ciotti Copriu Ranucci               | 8'33"21 | Fiorentina                | 8'34"36 | Rari Nantes Calpeda Veneto | 8'38"88 |
| 4x100 m mista        | Aurelia Nuoto Nisini Laura Trionfetti Smaldone Livia Copariu Ranucci | 4'26"13 | Circolo Canottieri Aniene | 4'28"15 | Aurelia Nuoto              | 4'29"37 |

### Classifiche per società

#### Maschile
| Pos.    | Società | Pti |
| ------- | ------- | --- |
| Oro     |         |     |
| Argento |         |     |
| Bronzo  |         |     |
| 4.      |         |     |
| 5.      |         |     |
| 6.      |         |     |
| 7.      |         |     |
| 8.      |         |     |
| 9.      |         |     |
| 10.     |         |     |

#### Femminile
| Pos.    | Società | Pti |
| ------- | ------- | --- |
| Oro     |         |     |
| Argento |         |     |
| Bronzo  |         |     |
| 4.      |         |     |
| 5.      |         |     |
| 6.      |         |     |
| 7.      |         |     |
| 8.      |         |     |
| 9.      |         |     |
| 10.     |         |     |